# 前橋市立図書館
前橋市立図書館（まえばししりつとしょかん、Maebashi City Library）は群馬県前橋市が設置している公共図書館。前橋市の中央図書館としての役割を持つ。

## 概要
前橋市の中央図書館としての役割を持ち、地区公民館・支所に併設される16の分館と前橋こども図書館をオンラインネットワークで結び相互配本返却システムを導入している。また、オンラインネットワーク外の停本所としての図書室を8か所、民間委託文庫1か所の蔵書管理を行っている。
2015年（平成27年）3月16日に東分館が開館すると、前橋市内の15の地区（合併により前橋市の一部となった旧15町村の各区域）で分館が設置されていないのは永明地区のみであった。これは、各地区公民館にまず停本所を設置し、大型の公民館の停本所は公民館図書室（現在の分館）に昇格したが、大型でない公民館は停本所をそのまま維持した。その後の公民館や支所施設の建て替えに併せて分館の設置を進めた結果、永明公民館が最後に残ったためである。
永明公民館の建て替えの話が持ち上がっており、図書館（分館）が整備・設置されることとなり、2022年（令和04年）5月16日に永明公民館の開館とともに永明分館も開館し、市内の全地区に分館が設置された。
かつては群馬県の中央図書館としての役割を担っていた。
2009年度まで正規職員が担っていたカウンターでの貸し出しや予約、排架などの業務を、2010年度より民間事業者へ委託している。

## 沿革

### 中央図書館
1916年（大正5年）4月1日に、大正天皇御即位記念として曲輪町107番地（現日本銀行前橋支店）に前橋市立図書館を開館。
1946年（昭和21年）10月5日に前橋市民大学を創設。毎月、教養講座の開設、講演会の開催、会報の発行などを実施して、市民の教養の向上に努めることとした。講座は、市民の教養上必須な科目を選定して1ヶ月6講座以下を開設することとし、講師は各方面の学識経験者を委嘱。毎日18時から20時まで2時間1講座を開講し、男女年齢学歴の制限はなく聴講料として40円が必要であった。
1950年（昭和25年）12月6日の市議会で図書館設置条例設定の件が提案され、同日可決、同日公布、即日施行され、図書館法に基づく図書館として運営されることとなった。また、閲覧使用料条例が3月末日限りで廃止され、4月からの閲覧がすべて無料となった。ただし、館外貸出は市内居住の世帯主または同世帯主を保証人とする人、保証金300円を預けた人に発行した貸出券が必要であった。
1951年（昭和26年）5月7日から13日までアメリカ文化紹介図書展を開催した。これは総司令部民間情報教育部の好意により総司令部推薦のアメリカ有名図書の日本語翻訳書130冊、米国雑誌30余種310冊が寄贈されたため、市民に紹介する目的で開催した。また、CIEレコードも毎月定期的に貸与されることとなり、第1回のレコードコンサートを5月10日に開催（曲目はロンドンデリーの歌、ワルツ嬰ハ単調、ノクターン第二番変ホ長調、歌劇「サドコ」より印度の歌、舞踏組曲「恋は魔術師」、ラプソディ・イン・ブルーの6曲）したところ盛況であったことから、毎月10日に「CIEレコード鑑賞会」として定期開催となった（図書館と教学課との共催）。
10月からは前橋ユネスコ協力会と共催で語学講座（英語、ドイツ語、フランス語、エスペラント語）を開講した。
12月2日には開館35周年を記念して、東京大学教授中野好夫氏を講師に「文化を愛するもの」と題した文化講演会を開催した（会場は市立女子高校体育館）。
1952年（昭和27年）7月、講和条約発効を機会に、「CIEレコード鑑賞会」を「市民レコード鑑賞会」に改称。
8月、4月1日の機構改革で統計課を廃して新設された市民課（執務室は図書館の東）の住民登録業務に伴う拡充により、統計、主食配給、輸出入、外食券、学齢児童生徒関係事務を南側児童閲覧室に充てることとなり、児童閲覧室を当分の間は本町商工会議し補給艦（貿易開館北）に移転し開館することとした。移転に伴い「市民レコード鑑賞会」の開催も同所講堂へ変更することとなった。
10月5日に教育委員の選挙が実施。
10月9日に曲輪町の市役所分室の市議会議場で臨時市議会を開催した。議案第80号市庁舎建設位置について（本市庁舎を前橋市曲輪町35番地に建設せんとする）等5件を一括上程し、討論ののち委員会を省略して原案どおり可決した。
11月1日に教育委員による初の教育委員会が開催され、同日をもって教育委員会が設置された。これに伴い教育に関する事務は教育委員会へ移管されることとなった。教育長は大図助役が兼任することとなり、事務局の機構は総務課（総務係、人事係）、教育課（学校教育係、社会教育係、社会体育係）の二課が設置され、前教学課長の岩瀬休太郎氏が両課長を兼務することとなった。
読書週間文化祭として、11月16日に教育会館にて音楽公演とレコード鑑賞の会、11月22日に県立前橋女子高校講堂にて記念講演会、11月23日に「子供のつどい」と題したお話・紙芝居・映画を前橋東宝映画劇場でそれぞれ開催した。
1952年（昭和27年）6月、図書館の職員が家庭や職場を訪問する家庭文庫を開始した。図書館自体の利用料は無料だが、文庫の利用者は図書館後援団体に加入し、個人利用者月額30円、団体利用者1人月額10円の会費を納める必要があった。5月15日に申し込みを受け付け、6月末までに357人から申し込みがあった。
6月5日に「片倉文庫（商工会議所会頭片倉久登氏の亡き母追善の御厚志による寄付金10万円を原資として収集した資料）」を図書館分室小中学生閲覧室（商工会議所旧館内）に備え付け、披露式を挙行した。図書は、小中学生用事典類117冊であった。
1956年（昭和31）年10月1日、南曲輪町39番地に2代目館舎が完成し開館した。予算は730万円（うち土地建物の買収費用が200万円、工事請負費530万円）であった。4月に旧官舎の解体工事が始まり、2代目館舎は二階建て延べ273坪である。136坪は新築、残りは旧前橋財務部庁舎の改修転用で、新築部分の書庫（三階建て延べ90坪）はコンクリートブロック建て、その他は木造であった。館内閲覧のほか館外帯出を扱っており、以下の区画を備えていた。
- 普通閲覧室（定員60名）

　各科参考書、新刊雑誌、高校生用受験参考書を公開し職員1名を常置した。
- 特別閲覧室（定員22名）

　社会人専用室とし、会議室として兼用された。
- 自由閲覧室（定員24名）

　館の本を借りず、持参の図書によって勉強する人のためにもうける。
- 小中学生閲覧室（定員72名）

　平日は午後だけ図書閲覧に充て、他の時間は成人の集会活動に兼用した。
- 新聞閲覧室（閲覧台12面）

　一般の出入りが自由にできる。
同年9月29日に新館落成並びに四十周年祝賀式を挙行した上で、10月1日の開館することとなった。開館時間は、平日午前9時から午後9時まで、土曜日曜は午後5時まで、休館日は祝日、毎月末日、年末年始であり、図書館の利用は「すべて無料」であることを強調していた。
1974年（昭和49年）5月15日に、市制八十周年を記念して1973年（昭和48年）1月に起工した第三代目の館舎が開館した。外壁はレンガではなく、レンガ調に焼いたタイルであり、前庭から階段、建物全体を茶褐色の色調で統一した。閉架式が主流であったが開架式の図書館となった。
1階には中央図書室のほか、カーペット敷きの親子読書室、屋外読書室、新聞雑誌室、日本間読書室があり、中央図書室には、読みたい分類のボタンを押すと書架のランプが点灯し本の位置を示す「電光掲示装置」が設置された。
2階には展示室、郷土資料室、調査相談室、特志文庫室、3階は映画鑑賞のできる視聴覚室、レコードやカセットテープを聞くことができる音楽鑑賞コーナー、グループ読書室、学習室、地階には食堂・売店、講堂が設けられ、開館後は連日二千人を超える入館者で賑わった。
建設に伴い、1972年（昭和47年）10月12日から11月12日まで休館し、翌13日より千代田町一丁目1番20号（住宅金融公庫東、済生会病院北側）へ仮移転して開館した。

### 年表
- 1900年（明治33年）5月 私立上野教育会付属図書館が曲輪町（前市庁舎の位置）に開設。
- 1916年（大正5年）4月1日 大正天皇御即位記念として前橋市立図書館を現日本銀行前橋支店の位置に開館。
- 1917年（大正6年）3月9日 萩原朔太郎より詩集『月に吠える』の寄贈を受ける。
- 1919年（大正8年）1月15日 図書館便り（図書館報）の発行を開始。
  - 4月1日 大火書庫完成、女性用閲覧室の設置。
- 1920年（大正9年）6月30日 児童室を開架式に。
- 1923年（大正12年）6月22日 館外貸出しを開始。
  - 9月22日 群馬県図書館協会を設立。
- 1926年（大正15年）10月1日 『群馬県人著述目録』編纂し刊行。
- 1928年（昭和3年）3月10日 松平家より旧藩史料254冊の寄託を受ける。
- 1929年（昭和4年）3月1日 書名カード目録を設置。
- 1930年（昭和5年）8月 催告状の通信料金徴収を始める。
- 1934年（昭和9年）7月 群馬県図書館協会を再発足させる。
- 1937年（昭和12年）2月 大槻茂雄より『伊香保志』の版木と書籍を寄贈される。
- 1940年（昭和15年）9月 蔵書10,000冊を別置する。
- 1943年（昭和18年）11月5日
  - 図書館令により群馬県中央図書館に指定される。
  - 県内一円に貸出文庫を設置。
  - 県内一円で国民読書会の組織可に着手。
- 1945年（昭和20年）3月26日 図書館本館を臨江閣に移転開始。
  - 4月6日 臨江閣が陸軍連隊区司令部庁舎として使用される事になり、再移転。
  - 4月12日 図書館本館を桃井国民学校に移転開始。
  - 4月23日 松平家記録の全部を下川淵村亀里の倉庫に疎開。
  - 5月1日 桃井国民学校にて図書館本館を移転開館。
  - 8月5日 前橋大空襲により戦火をうける。
  - 8月25日 米英関係図書で不適当なものを選定、別置する。
  - 10月30日 - 11月2日 疎開図書等の整理のため臨時休館。
- 1946年（昭和21年）4月15日 閲覧料の徴収を開始。
  - 5月24日 「出版物没収に関する件」が文部省教育局長より通牒。
  - 6月14日 「出版物没収に関する件」の報告を目録を添えて県内務部長に行う。
  - 7月26日 米軍MPにより館舎が返還され、開館。
- 1947年（昭和22年）7月14日 占領軍群馬軍政部の指導によりCIE図書室を設置、公開。（単行本、雑誌約1,300冊の交付を受ける）
- 1949年（昭和24年）2月9日 食料公団に貸与していた別棟（児童室）が返還される。
  - 10月 前橋警察に貸与していた書庫の返還を受け、本格的整備を開始する。
- 1951年（昭和26年）4月1日 図書館法施行により規則改正、閲覧料を廃止。
  - 12月20日 開館時間を延長を試行し午後9時から8時とする。
  - 12月23日 冬期中の日曜日夜間閲覧を休止。
- 1952年（昭和27年）3月10日 CIEレコードコンサートを初開催。
- 1953年（昭和28年）6月1日 家庭文庫の巡回貸出を開始。
  - 7月18日 前橋図書館後援会が創立。
  - 9月10日 群馬県立図書館が開館。
- 1954年（昭和29年）4月1日 家庭文庫を市営とし、図書運搬手数料条例を制定。
  - 8月20日	前橋市立図書館編「萩原朔太郎書誌」刊行。
- 1956年（昭和31年）1月31日 厚生省より群馬県点字図書館に指定。
  - 4月5日 旧館舎の解体工事を着工。
  - 4月19日 新館舎建築工事を着工。
  - 10月1日 新館舎開館。貸出中図書の予約制を実施、貸出保証金制度を廃止。
- 1957年（昭和32年）7月1日 自動車文庫を新設し、巡回貸出を開始。
- 1958年（昭和33年）7月30日 萩原朔太郎生家保存の常用机を寄贈される。
- 1961年（昭和36年）5月15日 関口林五郎より朔太郎の書斎の寄付され、桃井小校庭に移築する。
- 1962年（昭和37年）7月1日 家庭文庫の配本自転車を廃止しオートバイを2台使用開始。
- 1963年（昭和38年）12月22日 松平家の記録が「典籍前橋藩松平家記録」として前橋市指定重要文化財となる。
- 1964年（昭和39年）5月10日 萩原朔太郎研究会事務局を設置。
  - 10月1日 日曜日を休館、夜間は午後7時30分まで開館、但し、土曜日は午後5時までとし、自動車文庫手数料を廃止。
- 1966年（昭和41年）10月30日 開館50周年と朔太郎生誕80年を記念して「萩原朔太郎像」1基を寄贈される。
- 1967年（昭和42年）4月25日 萩原朔太郎遺稿1,566枚の委託を受ける。
  - 7月 雑誌の旧号貸出を開始。
  - 7月20日 移動図書館車を購入「ひろせ号」と命名。
- 1968年（昭和43年）6月1日 総社公民館、元総社公民館、桂萱公民館、永明公民館の各地区公民館に「停本所」を設置。
  - 6月 群馬県立図書館と収書協定を締結。
  - 12月25日 城南支所内に「停本所」を設置。
- 1969年（昭和44年）4月1日 図書運搬手数料、督促手数料、利用券紛失再発行手数料を廃止。
  - 4月7日 移動図書館車を購入「いずみ号」と命名する。
  - 12月10日 前橋市立図書館友の会が発足する。
- 1970年（昭和45年）4月1日 貸出方法をブラウン方式に切替。
  - 4月25日 民間委託文庫「みのり文庫」開設。
  - 6月1日 下川淵公民館、芳賀公民館、清里公民館に「停本所」を設置。
- 1971年（昭和46年）11月 寄付された戦後刊行詩集1,500冊による「現代詩文庫」を設置。
- 1972年（昭和47年）3月24日 前橋市制施行80周年記念事業として図書館の新館建設が議決される。
  - 6月7日 東公民館に「停本所」を設置。
  - 10月27日 点字図書を群馬県福祉センターに移管する。
- 1973年（昭和48年）11月1日 南橘公民館に「停本所」を設置。
- 1974年（昭和49年）3月4日 新館竣工、移転を開始。
  - 3月12日 敷島公園に萩原朔太郎生家の土蔵を移築。
  - 5月9日 上川淵公民館に「停本所」を設置。
  - 5月15日 新館を開館、上毛新聞のマイクロフィルム化を開始。
- 1975年（昭和50年）11月20日 「萩原朔太郎像」寄贈される。
  - 12月18日 児童文化センターに「停本所」を設置。
  - 12月24日 「前橋祇園祭礼絵巻」の2卷が市指定重要文化財に。
- 1978年（昭和53年）5月24日 筑摩書房より「萩原朔太郎全集」関係資料が寄贈される。
  - 10月11日 上川淵公民館上北分館に「停本所」を設置。
  - 11月30日 萩原朔太郎書斎を敷島公園バラ園に移築。
- 1979年（昭和54年）4月2日 貸出冊数を2冊以内から4冊以内に増加。
  - 12月27日 萩原朔太郎生家離れ座敷を敷島公園バラ園内に復元移築。
- 1980年（昭和55年）5月11日 萩原朔太郎記念館が敷島公園バラ園内に完成する。
  - 10月8日 萩原朔太郎宛書簡等168点・図書1,286冊が寄贈される。
- 1981年（昭和56年）4月21日 寄託されていた萩原朔太郎遺稿1,566枚が寄贈される。
- 1983年（昭和58年）3月14日 「大活字本コーナー」を設置し貸出を開始。
  - 10月28日 『萩原朔太郎郷土詩集』を発行。
- 1986年（昭和61年）4月1日 「前橋藩松平家記録」の解読作業を開始。
- 1987年（昭和62年）10月1日 日曜開館実施。
- 1988年（昭和63年）3月22日 電算化事業が議会承認。
  - 4月1日
    - 購入図書装備を電算仕様に移行する。
    - コピー料金を1枚40円から1枚30円に改定。

  - 6月30日 開架部図書のバーコード貼付作業完了。
  - 12月1日 電算化にともなう貸出カード発行手続き開始。
- 1989年（平成元年）1月10日 電算機室設置完了。
  - 1月18日 電算機搬入開始。
  - 2月1日 電算機運用テスト開始。
  - 4月1日 貸出資料数を4冊から5冊に改定。
  - 5月1日 図書館電算システムの開架部での運用を開始、利用者用開放端末を稼働。
  - 7月10日 書庫資料へのバーコード貼付作業開始 。
  - 10月9日 電算機による蔵書点検を初実施。
  - 11月1日 ビデオ資料の貸出を1人1点で開始。
- 1990年（平成2年）3月20日 書庫資料データ登録完了、電算貸出を開始。
  - 3月28日 前橋書籍商組合が「前橋書店協同組合」と改組。
  - 3月31日 蔵書数が図書405,000冊、雑誌等6,400冊、視聴覚資料等6,900点を超える。
  - 5月25日 郷土資料にバーコード貼付作業を実施。
- 1991年（平成3年）3月31日 前橋市立図書館創立75年を記念し、『75年小史』を発行。
- 1992年（平成4年）5月
  - 4週8休制導入。休館日を毎月1,15日の他に、月1回の月曜日に。
  - 移動図書館車の貸出業務をバッチ処理により電算化。
- 1993年（平成5年）5月12日 公民館図書室の電算オンライン化作業開始。
  - 5月30日 大友児童館に「停本所」を設置。
  - 5月31日	TRCとの間にFDトランスファー設置。
  - 9月3日 「萩原朔太郎記念　水と緑と詩のまち前橋文学館」が開設。
  - 9月 萩原朔太郎関係資料を前橋文学館へ移管する。
  - 10月12日 公民館図書室のオンライン試験稼働を開始。
- 1994年（平成6年）
  - 1月6日
    - 上川淵公民館図書室、桂萱公民館図書室、芳賀公民館図書室、清里公民館図書室と電算オンライン稼働を開始。
    - ネットワーク連絡車の運行を開始する。
    - 休館日を毎週月曜日とした。

  - 3月7日
    - 南橘公民館図書室を開設し、オンラインを稼働。
    - 『前橋藩松平家記録』の第1、2卷を刊行。

  - 4月1日 萩原朔太郎記念館を前橋文学館へ完全移管、除籍図書の再活用に「リサイクル図書」表示を「生涯学習推進図書」表示に変更。
- 1995年（平成7年）3月29日 移動図書館車「ひろせ号」新車買換。
  - 10月13日 図書館本館の一日貸出利用者数1,393人、貸出資料数5,055冊を記録する。
- 1996年（平成8年）3月26日 中央図書室に国際交流情報コーナー設置。
  - 3月31日 平成8年度の利用者数が381,569人、貸出資料数が1,326,765冊を記録し、人口20万人以上の類似都市では第3位となる。
  - 4月2日	前橋広域圏（富士見村、大胡町、宮城村、粕川村）住民の前橋市図書館ネットワーク下の図書館の利用開始。
- 1997年（平成9年）1月10日 城南公民館図書室開設、オンライン稼働。
  - 3月31日 『前橋市立図書館80年小史』を発行。
  - 7月1日 総合教育プラザ図書室開設、オンライン稼働。「視聴覚ライブラリー」と「教育資料館」を移転する。
- 1998年（平成10年）1月5日 利用者開放端末をタッチパネル方式に変更。
  - 8月1日 移動図書館車「いずみ号」を老朽化のため廃止。
  - 8月1日 高崎市との連携事業として互いの図書館利用が開始される。
- 1999年（平成11年）4月1日 高崎市立図書館と相互に図書館の蔵書を検索できる端末を設置。
- 2000年（平成12年）3月10日 ビデオ資料の貸出点数を1点から3点に改定。
  - 8月31日 下川淵公民館停本所を閉鎖。
  - 9月 市指定重要文化財「上野國前橋御城下祇園祭礼之図」（宝暦3年）の修復作業を開始。
  - 11月13日 下川淵公民館図書室を開設、オンライン稼働。
- 2001年（平成13年）6月13日 図書館本館の一日貸出利用者数1,350人、貸出資料数5,255冊を記録する。
  - 10月28日 群馬県教育委員会から優良図書館の表彰を受ける。
- 2002年（平成14年）1月11日 利用者開放端末増設。
  - 1月15日 在宅障害者等配本サービスの利用者受付を開始。
  - 6月1日 中学生・高校生ボランティア「図書館フレンズ」の事前研修を57人で開始。
  - 6月15日「図書館フレンズ」の活動を開始。主に公開書架の整理を担当。以降毎週土曜、日曜日に8班体制交替で活動開始。
  - 10月11日 市立図書館の公式ホームページを運用開始。
  - 11月28日
    - 図書館本館の一日貸出利用者数1,509人、貸出資料数5,669冊を記録する。
    - 第7代館長の「事務日誌」の一部を『昭和二十年の前橋市立図書館』として復刻し限定出版する。
- 2004年（平成16年）4月23日 文部科学大臣より「子どもの読書活動優秀実践図書館」として表彰を受ける。
  - 5月5日 こどもの日に特別開館を実施し、「こどものひまつり」を開催。（以降毎年実施）
  - 11月2日 - 30日 文化の日に特別開館を実施し。第1回「ふれあい図書館まつり」を開催する。（以降毎年実施）
- 2005年（平成17年）10月13日 DVD資料の貸出を開始。
- 2006年（平成18年）1月 友好都市のオルヴィエート市、バーミングハム市、メナーシャ市の各市へ図書資料を寄贈する。
- 2007年（平成19年）4月1日 大胡公民館図書室、粕川公民館図書室をオンライン稼動する。
  - 10月2日 元総社公民館図書室をオンライン稼動する。
  - 12月8日	前橋こども図書館をオンライン稼動する。
- 2008年（平成20年）3月25日 公式ホームページより資料の予約サービスを開始。
  - 5月25日 視聴覚資料のインターネット予約サービスを開始。
  - 7月3日 こども図書館にて絵本を配布する「ブックスタート事業」を開始。

- 2009年（平成21年）5月5日 富士見村との合併により、旧富士見村の図書館に「停本所」を設置。
  - 9月7日 宮城公民館図書室を開設、オンライン稼働。
- 2010年（平成22年）4月1日 公民館併設の図書室及び総合教育プラザ図書室を分館とし、運営を民間業者に委託。
  - 4月1日 分館を日曜日・祝日に開館し、本館の祝日を開館とする。
  - 4月1日 富士見分館をオンライン稼働。
  - 6月 前橋市内の全小学校で希望を募り図書館利用カードを配布。
- 2011年（平成23年）4月1日 本館中央カウンター業務およびこども図書館カウンター業務を民間業者に委託。
  - 7月 前橋市内の学校に対する図書館資料の団体貸出事業を開始。
  - 10月4日 総社公民館の移転に伴い総社分館を開設し、オンライン稼働。
- 2012年（平成24年）1月5日 業務システムをリプレースし、SaaSによる利用を開始。
  - 1月5日 全14分館にOPACを設置。
  - 9月1日 玉村町立図書館と相互利用開始。
- 2013年（平成25年）4月 小学校図書委員支援事業を開始。
- 2014年（平成26年）2月1日 富士見分館を富士見支所の敷地内に移転新築し開館。
- 2015年（平成27年）3月16日 東公民館停本所を閉鎖し、東分館を開館。
- 2016年（平成28年）11月1日 吉岡町図書館及び榛東村公民館図書室との相互利用開始。
- 2017年（平成29年）3月31日 移動図書館を廃止。
- 2019年（平成31年）3月1日 伊勢崎市図書館及び渋川市立図書館との相互利用開始。
- 2022年（令和04年）2月28日 日吉児童館移転作業のため日吉児童館停本所を一時閉鎖。
- 2022年（令和04年）3月31日 永明公民館停本所を閉鎖。
- 2022年（令和04年）4月1日 日吉児童館停本所を再開。
  - 視聴覚ライブラリー・教育資料を前橋市総合教育プラザから移管。
- 2022年（令和04年）6月3日 図書館新本館基本構想を公表。
- 2022年（令和04年）5月16日 永明分館を開館。
- 2023年（令和05年）3月31日 視聴覚ライブラリーを団体貸出へ統合し、当該DVDの貸出を終了。
- 2023年（令和05年）10月19日 図書館新本館基本構想・基本計画を公表。
- 2024年（令和06年）3月31日 民間委託文庫「桜ヶ丘文庫」を閉鎖。

## 図書館等一覧

### 図書館
- 前橋市立図書館
  - 開館日:1916年（大正5年）4月1日
  - 住所:群馬県前橋市大手町二丁目12番9号
  - 開館時間:9:00 - 19:00（土日祝日:10:00 - 17:00）
  - 休館日:月曜日、年末年始、特別整理期間
  - 蔵書数:326,742冊（令和06年3月31日現在）

- 前橋こども図書館

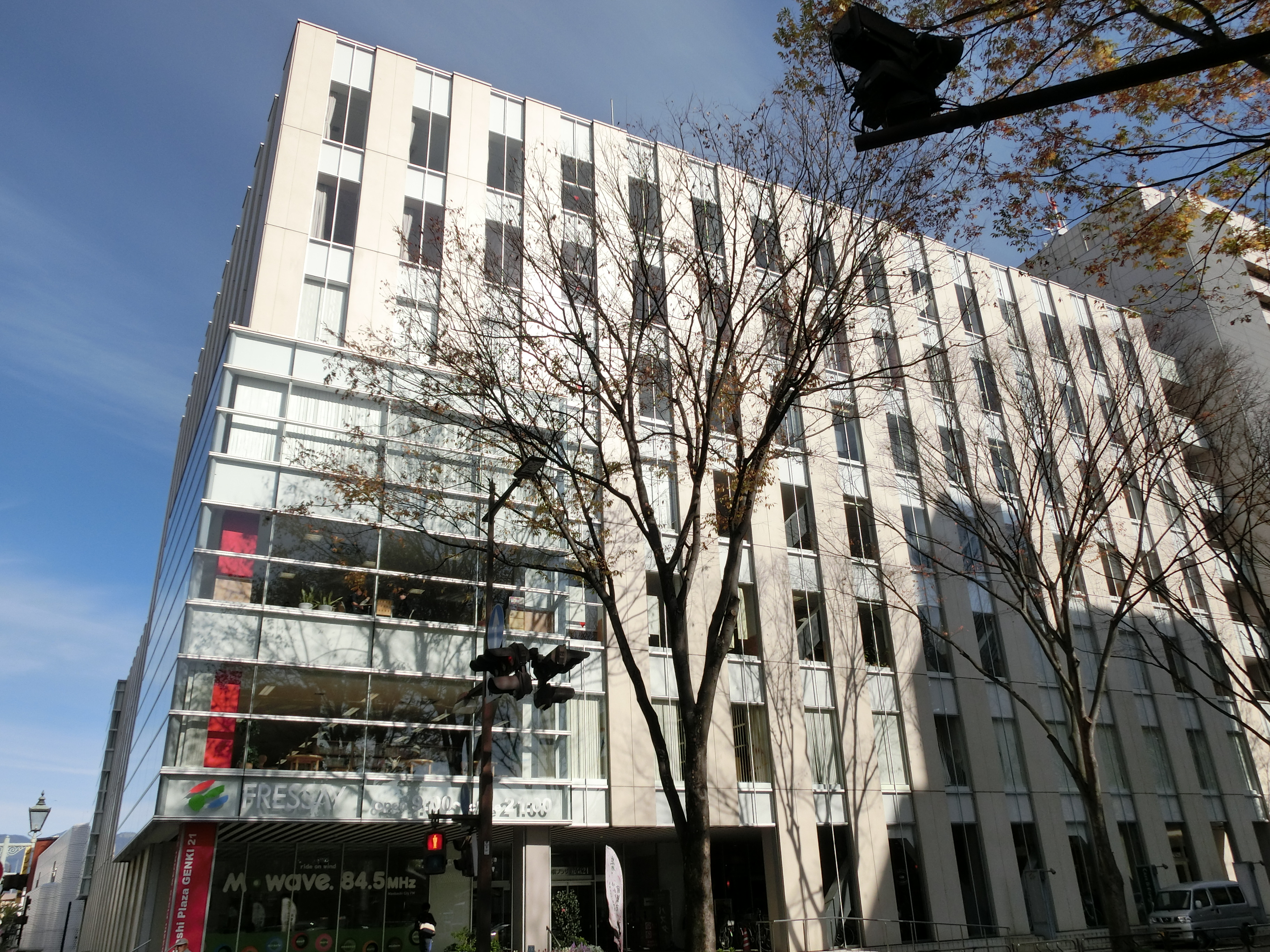
前橋こども図書館が入居する前橋プラザ元気21

  - 開館日:2007年（平成19年）12月8日
  - 住所:群馬県前橋市|本町二丁目12番1号前橋プラザ「元気21」2階
  - 開館時間:10:00 - 18:00
  - 休館日:第四水曜日、年末年始、蔵書整理期間
  - 蔵書数:157,686冊（令和06年3月31日現在）

- 上川淵分館（かみかわふち）
  - 停本所開設日:1974年（昭和49年）5月9日
  - 開館日:1984年（昭和59年）4月1日
  - 住所:群馬県前橋市後閑町35番地
  - 開館時間:10:00 - 18:00（土日祝日:10:00 - 17:00）
  - 休館日:月曜日、年末年始、蔵書整理期間
  - 蔵書数:50,993冊（令和06年3月31日現在）

- 下川淵分館（しもかわふち）
  - 停本所開設日:1970年（昭和45年）6月1日
  - 開館日:2000年（平成12年）11月13日
  - 住所:群馬県前橋市鶴光路町701番地
  - 開館時間:10:00 - 18:00（土日祝日:10:00 - 17:00）
  - 休館日:月曜日、年末年始、蔵書整理期間
  - 蔵書数:37,735冊（令和06年3月31日現在）

- 芳賀分館（はが）
  - 停本所開設日:1970年（昭和45年）6月1日
  - 開館日:1990年（平成2年）10月16日
  - 住所:群馬県前橋市鳥取町817番地
  - 開館時間:10:00 - 18:00（土日祝日:10:00 - 17:00）
  - 休館日:木曜日、年末年始、蔵書整理期間
  - 蔵書数:26,653冊（令和06年3月31日現在）

- 桂萱分館（かいがや）
  - 停本所開設日:1968年（昭和43年）6月1日
  - 開館日:1986年（昭和61年）10月1日
  - 住所:群馬県前橋市上泉町141番地3
  - 開館時間:10:00 - 18:00（土日祝日:10:00 - 17:00）
  - 休館日:月曜日、年末年始、蔵書整理期間
  - 蔵書数:44,933冊（令和06年3月31日現在）

- 東分館（あずま）
  - 停本所開設日:1972年（昭和47年）6月7日
  - 開館日:2014年（平成26年）3月16日
  - 住所:群馬県前橋市箱田町543番地1
  - 開館時間:10:00 - 18:00（土日祝日:10:00 - 17:00）
  - 休館日:木曜日、年末年始、蔵書整理期間
  - 蔵書数:48,469冊（令和06年3月31日現在）

- 元総社分館（もとそうじゃ）
  - 停本所開設日:1968年（昭和43年）6月1日
  - 開館日:2007年（平成19年）10月2日
  - 住所:群馬県前橋市元総社町三丁目1番地1
  - 開館時間:10:00 - 18:00（土日祝日:10:00 - 17:00）
  - 休館日:月曜日、年末年始、蔵書整理期間
  - 蔵書数:37,774冊（令和06年3月31日現在）

- 総社分館（そうじゃ）
  - 停本所開設日:1968年（昭和43年）6月1日
  - 開館日:2011年（平成23年）10月4日
  - 住所:群馬県前橋市総社町総社1583番地2
  - 開館時間:10:00 - 18:00（土日祝日:10:00 - 17:00）
  - 休館日:月曜日、年末年始、蔵書整理期間
  - 蔵書数:32,039冊（令和06年3月31日現在）

- 南橘分館（なんきつ）
  - 停本所開設日:1973年（昭和48年）11月1日
  - 開館日:1994年（平成6年）3月27日
  - 住所:群馬県前橋市日輪寺町158番地
  - 開館時間:10:00 - 18:00（土日祝日:10:00 - 17:00）
  - 休館日:月曜日、年末年始、蔵書整理期間
  - 蔵書数:36,874冊（令和06年3月31日現在）

- 清里分館（きよさと）
  - 開館日:1992年（平成4年）11月24日
  - 停本所開設日:1970年（昭和45年）6月1日
  - 住所:群馬県前橋市青梨子町339番地1
  - 開館時間:10:00 - 18:00（土日祝日:10:00 - 17:00）
  - 休館日:木曜日、年末年始、蔵書整理期間
  - 蔵書数:28,569冊（令和06年3月31日現在）

- 永明分館（えいめい）
  - 停本所開設日:1968年（昭和43年）6月1日
  - 開館日:2022年（令和04年）5月16日
  - 住所:群馬県前橋市市上大島町930番地1
  - 開館時間:10:00 - 18:00（土日祝日:10:00 - 17:00）
  - 休館日:木曜日、年末年始、蔵書整理期間
  - 蔵書数:31,019冊（令和06年3月31日現在）

- 城南分館（じょうなん）
  - 停本所開設日:1968年（昭和43年）12月25日
  - 開館日:1997年（平成9年）1月10日
  - 住所:群馬県前橋市二之宮町1320番地1
  - 開館時間:10:00 - 18:00（土日祝日:10:00 - 17:00）
  - 休館日:木曜日、年末年始、蔵書整理期間
  - 蔵書数:28,175冊（令和06年3月31日現在）

- 大胡分館（おおご）

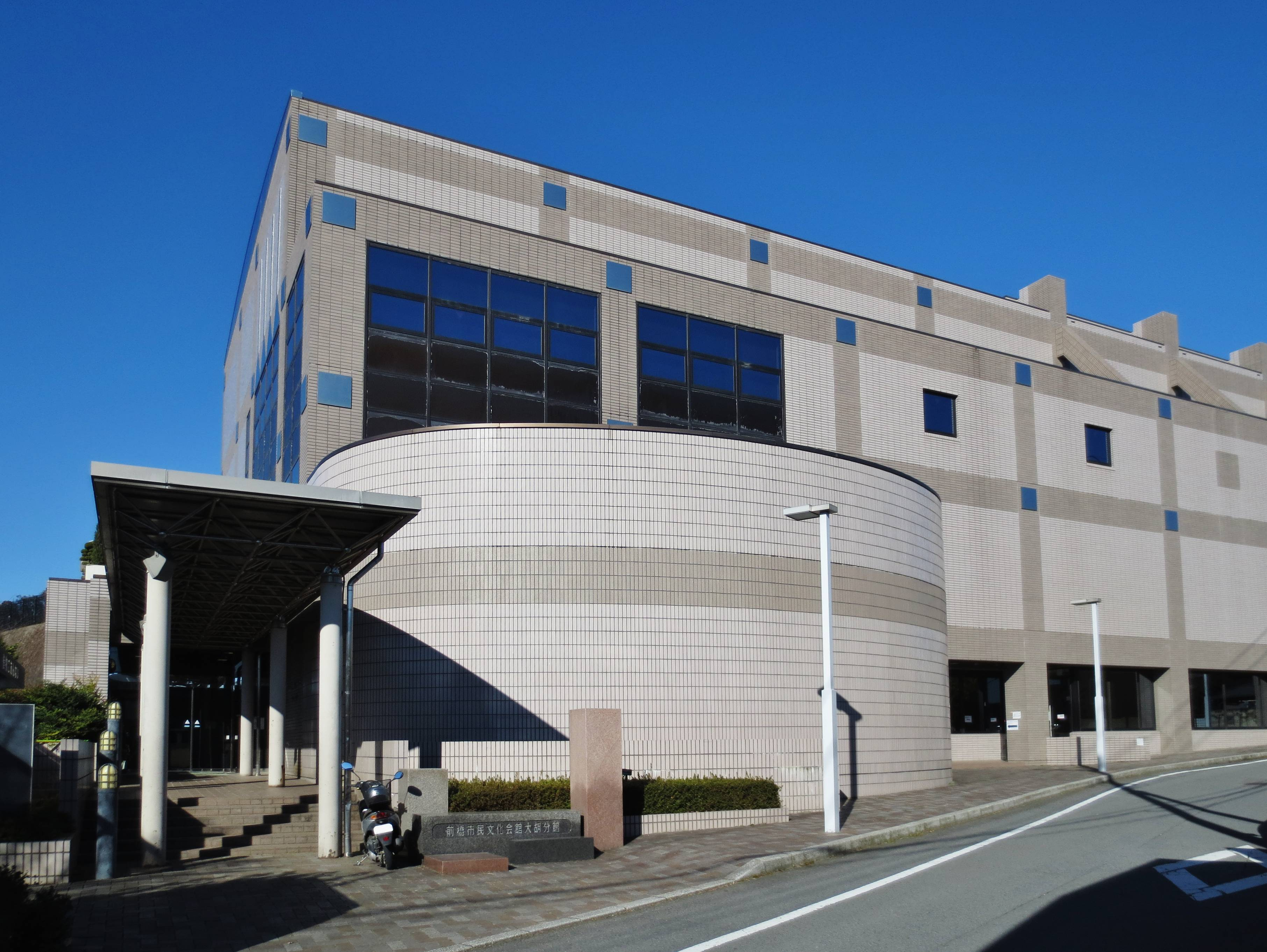
大胡分館が入居する大胡シャンテ（前橋市民文化会館大胡分館）

  - 停本所開設日:2004年（平成16年）12月5日
  - 住所:群馬県前橋市大胡町15番地1
  - 開館時間:10:00 - 18:00（土日祝日:10:00 - 17:00）
  - 休館日:月曜日、年末年始、蔵書整理期間
  - 蔵書数:29,577冊（令和06年3月31日現在）
  - オンラインネットワーク化:2007年（平成19年）4月1日

- 宮城分館（みやぎ）
  - 停本所開設日:2004年（平成16年）12月5日
  - 開館日:2009年（平成21年）10月4日
  - 住所:群馬県前橋市鼻毛石町1507番地4
  - 開館時間:10:00 - 18:00（土日祝日:10:00 - 17:00）
  - 休館日:木曜日、年末年始、蔵書整理期間
  - 蔵書数:26,103冊（令和06年3月31日現在）

- 粕川分館（かすかわ）
  - 停本所開設日:2004年（平成16年）12月5日
  - 住所:群馬県前橋市粕川町西田面194番地4
  - 開館時間:10:00 - 18:00（土日祝日:10:00 - 17:00）
  - 休館日:木曜日、年末年始、蔵書整理期間
  - 蔵書数:23,227冊（令和06年3月31日現在）
  - オンラインネットワーク化:2007年（平成19年）4月1日

- 富士見分館（ふじみ）

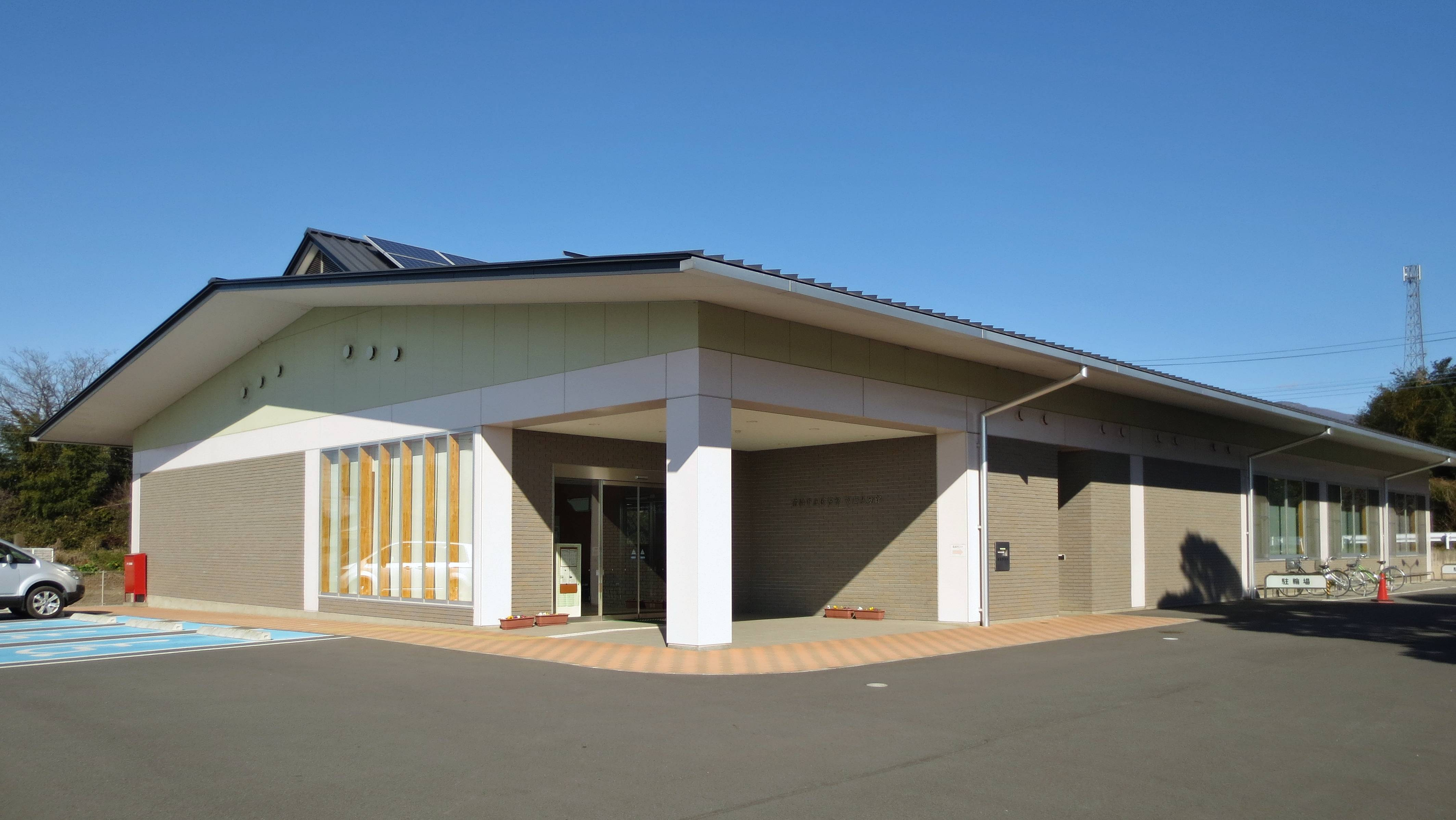
富士見分館

  - 停本所開設日:2009年（平成21年）5月5日
  - 開館日:2014年（平成26年）2月1日
  - 住所:群馬県前橋市富士見町田島240番地
  - 開館時間:10:00 - 18:00（土日祝日:10:00 - 17:00）
  - 休館日:月曜日、年末年始、蔵書整理期間
  - 蔵書数:46,826冊（令和06年3月31日現在）

- 総合教育プラザ分館
  - 開館日:1997年（平成9年）7月1日
  - 住所:群馬県前橋市岩神町三丁目1番1号
  - 開館時間:10:00 - 18:00（土日祝日:10:00 - 17:00）
  - 休館日:月曜日、年末年始、蔵書整理期間
  - 蔵書数:26,669冊（令和06年3月31日現在）

### 停本所
- 児童文化センター図書室

  - 住所:群馬県前橋市西片貝町五丁目8番地
  - 開館時間:9:00 - 16:00
  - 休館日:火曜日、水曜日、第2木曜日、年末年始、館内整理日、特別整理期間
- 第五コミュニティセンター図書室

  - 住所:群馬県前橋市文京町三丁目20番36号
  - 休館日:施設休館日
- 永明公民館図書室（えいめい）
  - 停本所開設日:1968年（昭和43年）6月1日
  - 停本所閉鎖日:2022年（令和04年）3月31日
  - 住所:群馬県前橋市小屋原町1857番地3
  - 休館日:施設休館日
- 朝倉児童館図書室（あさくら）

  - 住所:群馬県前橋市朝倉町170番地3
  - 開館時間:10:00 - 17:00
  - 休館日:日曜日、休日、年末年始、館内整理日、特別整理期間
- 日吉児童館図書室（ひよし）

  - 住所:群馬県前橋市日吉町二丁目17番地10（2022年（令和04年）4月1日に群馬県前橋市日吉町三丁目20番地1から移転）
  - 開館時間:10:00 - 17:00
  - 休館日:日曜日、休日、年末年始、館内整理日、特別整理期間
  - 日吉児童館移転に伴い2022年（令和04年）2月28日から2022年（令和04年）3月31日まで一時閉鎖
- 大友児童館図書室（おおども）
  - 停本所開設日:1993年（平成5年）5月17日
  - 住所:群馬県前橋市大友町一丁目8番地
  - 開館時間:10:00 - 17:00
  - 休館日:日曜日、休日、年末年始、館内整理日、特別整理期間
- 下小出児童館図書室（しもこいで）

  - 住所:群馬県前橋市下小出町二丁目15番地
  - 開館時間:10:00 - 17:00
  - 休館日:日曜日、休日、年末年始、館内整理日、特別整理期間

### 民間委託文庫
- 桜が丘文庫
  - 民間委託文庫閉鎖日:2024年（令和06年）3月31日
- 南三文庫

### 移動図書館
- 移動図書館「ひろせ号」
  - 開館日:1995年（平成7年）3月29日（2代目）
  - サービスステーション:48カ所

## 主要事業

### ブックスタート事業
- 子供が絵本に親しみ、親子で一緒に絵本を楽しむことにより、親子の「ふれあい」「きずな」が深まることを目的として、2008年（平成20年）4月1日以降に誕生した赤ちゃんを対象として絵本を配布する。
- 市の事業である「こんにちは赤ちゃん事業」の際に保健推進員が家庭を訪問の際に、絵本引換券を配布、引換券を「こども図書館」に持参すれば絵本と交換するという事業。

### 「前橋藩松平家記録」解読・刊行事業
- 前橋市指定重要文化財のである図書館所蔵の古文書「前橋藩松平家記録」の解読を行い、資料として刊行することを目的とした事業。
- 前橋藩松平家記録は松平家前橋封入の寛延己巳2年から、廃藩置県が実施される明治辛未4年7月までの記録である。
- 昭和61年より事業を開始し、平成6年に「前橋藩松平家記録」の刊行を開始し、2006年に最終刊（40巻）を刊行し事業は終了した。

## 統計資料

### 蔵書数
- 資料別収蔵数（2024年3月31日現在）

|                  | 一般書  | 児童書  | 視聴覚資料 | 合計      |
| ---------------- | ------- | ------- | ---------- | --------- |
| 図書館本館       | 299,570 | 7,806   | 19,366     | 326,742   |
| 移動図書館       | 0       | 0       | 0          | 0         |
| 停本所委託分庫   | 8504    | 16,777  | 519        | 25,800    |
| 前橋こども図書館 | 14,013  | 139,295 | 24,263     | 157,686   |
| 分館             | 299,694 | 229,595 | 26,346     | 555,635   |
| 合計             | 621,781 | 393,473 | 50,609     | 1,065,863 |

- 年次的推移

|            |              | 年度    | 年度    | 年度    | 年度    | 年度    | 年度    | 年度    | 年度    | 年度    | 年度    | 年度    | 年度    | 年度      | 年度      |
|            |              | 2002    | 2003    | 2004    | 2005    | 2006    | 2007    | 2008    | 2009    | 2010    | 2011    | 2012    | 2013    | 2014      | 2023      |
| ---------- | ------------ | ------- | ------- | ------- | ------- | ------- | ------- | ------- | ------- | ------- | ------- | ------- | ------- | --------- | --------- |
| 場所別     | 図書館本館   | 456,805 | 461,906 | 501,309 | 490,864 | 489,629 | 399,017 | 400,978 | 418,480 | 392,074 | 384,351 | 385,016 | 384,535 | 387,670   | 352,542   |
| 場所別     | こども図書館 |         |         |         |         |         | 70,893  | 89,326  | 98,870  | 107,586 | 114,998 | 122,479 | 128,299 | 128,299   | 157,686   |
| 場所別     | 分館         | 299,771 | 308,340 | 307,667 | 296,897 | 292,324 | 350,795 | 363,187 | 387,828 | 429,821 | 459,621 | 454,169 | 470,927 | 470,927   | 555,635   |
| 場所別     | 合計         | 756,576 | 770,246 | 808,976 | 787,761 | 781,953 | 820,705 | 853,491 | 905,178 | 929,481 | 958,970 | 961,664 | 983,761 | 986,896   | 1,062,863 |
| 資料区分別 | 一般書       | 461,410 | 470,168 | 519,673 | 507,413 | 502,752 | 509,061 | 526,649 | 567,354 | 576,076 | 585,620 | 584,449 | 594,147 | 609,372   | 621,781   |
| 資料区分別 | 児童書       | 251,342 | 254,456 | 242,058 | 232,803 | 231,988 | 262,767 | 277,366 | 287,803 | 302,932 | 322,477 | 327,220 | 339,359 | 352,911   | 393,473   |
| 資料区分別 | 視聴覚資料   | 43,824  | 45,622  | 47,245  | 47,545  | 47,213  | 48,877  | 49,476  | 50,021  | 50,473  | 50,873  | 49,995  | 50,255  | 48,852    | 50,609    |
| 資料区分別 | 合計         | 756,576 | 770,246 | 808,976 | 787,761 | 781,953 | 820,705 | 853,491 | 905,178 | 929,481 | 958,970 | 961,664 | 983,761 | 1,011,135 | 1,065,863 |

### 利用登録者数
|                  |              | 年度      | 年度      | 年度      | 年度      | 年度      | 年度      | 年度      | 年度      | 年度      | 年度      | 年度      | 年度      | 年度      | 年度      |
|                  |              | 2002      | 2003      | 2004      | 2005      | 2006      | 2007      | 2008      | 2009      | 2010      | 2011      | 2012      | 2013      | 2014      | 2023      |
| ---------------- | ------------ | --------- | --------- | --------- | --------- | --------- | --------- | --------- | --------- | --------- | --------- | --------- | --------- | --------- | --------- |
| 新規登録者       | 図書館本館   | 6,201     | 6,095     | 5,512     | 6,271     | 5,343     | 3,563     | 3,689     | 3,796     | 8,009     | 3,795     | 3,995     | 3,477     | 3,496     | 2,701     |
| 新規登録者       | こども図書館 |           |           |           |           |           | 1,425     | 2,206     | 1,874     | 1,507     | 1,340     | 1,146     | 1,048     | 1,119     | 750       |
| 新規登録者       | 分館         | 3,440     | 3,401     | 2,832     | 2,592     | 2,389     | 3,980     | 3,710     | 4,230     | 3,404     | 2,685     | 2,499     | 2,422     | 2,492     | 1,854     |
| 新規登録者       | 合計         | 9,641     | 9,496     | 8,344     | 8,863     | 7,732     | 8,968     | 9,605     | 9,900     | 12,920    | 7,820     | 7,640     | 6,947     | 7,107     | 5,305     |
| 貸出利用者数     | 図書館本館   | 256,143   | 260,372   | 258,083   | 276,273   | 251,792   | 197,486   | 161,315   | 168,794   | 155,826   | 140,105   | 133,145   | 121,753   | 119,733   | 83,997    |
| 貸出利用者数     | こども図書館 |           |           |           |           |           | 12,611    | 39,343    | 40,231    | 41,680    | 39,540    | 37,019    | 34,569    | 37,071    | 35,604    |
| 貸出利用者数     | 分館         | 310,913   | 335,985   | 341,983   | 312,006   | 269,100   | 289,635   | 312,460   | 335,045   | 313,971   | 303,907   | 294,894   | 283,092   | 286,730   | 287,334   |
| 貸出利用者数     | 合計         | 567,056   | 596,357   | 600,066   | 588,279   | 520,892   | 499,732   | 513,118   | 544,070   | 511,477   | 483,552   | 465,058   | 439,414   | 443,534   | 406,935   |
| 貸出利用冊・点数 | 図書館本館   | 949,460   | 981,239   | 969,840   | 972,393   | 903,713   | 733,279   | 695,169   | 740,527   | 687,409   | 634,171   | 595,012   | 534,927   | 520,808   | 333,515   |
| 貸出利用冊・点数 | こども図書館 |           |           |           |           |           | 61,911    | 199,617   | 213,880   | 221,703   | 217,020   | 209,192   | 211,181   | 213,246   | 227,975   |
| 貸出利用冊・点数 | 分館         | 1,180,314 | 1,283,006 | 1,304,019 | 1,189,114 | 1,007,925 | 1,076,137 | 1,142,738 | 1,220,928 | 1,498,718 | 1,454,414 | 1,382,727 | 1,316,348 | 1,317,971 | 1,207,376 |
| 貸出利用冊・点数 | 合計         | 2,129,774 | 2,264,245 | 2,273,859 | 2,161,507 | 1,911,638 | 1,871,327 | 2,037,524 | 2,175,335 | 2,407,830 | 2,305,605 | 2,186,931 | 2,062,456 | 2,052,025 | 1,768,866 |

## 交通アクセス
- JR東日本：両毛線前橋駅 徒歩20分
- JR東日本：上越線新前橋駅 徒歩30分
- 群馬中央バス/上信バス/永井運輸/関越交通/日本中央バス「農林中金前」徒歩2分

## 広報誌
前橋市立図書館は創立間もない1919年（大正8年）に、館の広報誌として「館報」を出版していた。後に年1回の「要覽」となり（年月不詳）、1944年（昭和19年）に「群馬縣中央圖書館報」として復刊。終戦後に「上毛読書通信」と名称を変え、1951年（昭和26年）まで続いた。
1953年（昭和28年）7月15日には「まえばし図書館だより」として復刊。1990年（平成2年）5月には月刊の「図書館ネットワーク通信」の第1号が刊行され、1994年（平成6年）4月に「まえばししりつ図書館だより」と名称を変え、2015年（平成27年）4月1日に通算300号を発行している。

## 参考資料
- 前橋市立図書館70年小史
- 前橋市立図書館75年小史
- 前橋市立図書館80年小史